# Systèmes de gestion de la santé et sécurité au travail
 (mars 2011).
 (mars 2011).
Si vous disposez d'ouvrages ou d'articles de référence ou si vous connaissez des sites web de qualité traitant du thème abordé ici, merci de compléter l'article en donnant les références utiles à sa vérifiabilité et en les liant à la section « Notes et références ».
Les systèmes de gestion de la santé et sécurité au travail obligent au Canada les entreprises à mettre en place des procédures concernant la santé au travail et la sécurité qui leur permettra d'assumer leurs responsabilités réglementaires face aux nouvelles dispositions de la loi. 

## Législation
La Loi qui modifie le code criminel a reçu la sanction royale[Où ?] en novembre 2003 et est entrée en vigueur le 31 mars 2004. Cette loi énumère les sanctions et les punitions que vont subir tous ceux qui ne respectent pas les réglementations et mesures pour éviter et éliminer les accidents au travail. Le domaine de la sécurité et de la santé au travail revêt une importance de plus en plus grande auprès des employeurs de choix, qui font preuve de diligence raisonnable en vue d'assurer la sécurité de leur personnel et celle du public.

## Définition
Conditions et facteurs ayant une influence sur le bien-être des employés, des travailleurs temporaires, du personnel détaché par un fournisseur, des visiteurs et toute autre personne présente sur le lieu de travail.

## Normes
Normes internationales
Autres que la Loi modifiant le code criminel qui a permis à la SST d’avoir une grande envergure au Canada, il y a des initiatives internationales qui ont été mises au point pour normaliser le système de gestion de la SST. L'Organisation internationale de normalisation (ISO) propose déjà de tels modèles avec la série des normes ISO 9000 visant le contrôle de la qualité et la norme ISO 14 000 relative à l'environnement.
Normes ISO 9 000
Ce sont des normes qui servent à améliorer la gestion de la qualité et l'assurance de la qualité élaborées par l'Organisation internationale de normalisation (ISO). 
La serie ISO 9 000 comprend en fait cinq normes, deux guides d'utilisation ISO 9 000 et ISO 9 004 et trois modèles de systemes ISO 9 001, ISO 9 002 et ISO 9 003.